# ولاية شان
ولاية شان هي إحدى ولايات بورما، تحدها الصين من الشمال، لاوس من الشرق، تايلاند من الجنوب، وخمس تقسيمات إدارية تابعة لبورما من الغرب. تعد ولاية شان الأكبر مساحةً من بين جميع التقسيمات الادارية في بورما والبالغ عددها 14، حيث تبلغ مساحتها 155,880 كم مربع حوالي ربع مساحة بورما. اسم الولاية ممتد من شعب الشان، وهي واحدة من بين عدة مجموعات عرقية تسكن في المنطقة. تعتبر ولاية شان ريفية إلى حد كبير، حيث يوجد ثلاث مدن فقط ذات حجم كبير وهي: لاشيو، وكينغتنغ، والعاصمة تاونغيي.
تُعتبر ولاية شان، التي بها العديد من المجموعات العرقية، موطنًا لعدة جيوش عرقية مسلحة. وفي حين أن الحكومة العسكرية قد وقعت اتفاقيات وقف إطلاق النار مع معظم الجماعات، إلا أن مناطق شاسعة من الولاية، لا سيما تلك المناطق الواقعة شرق نهر تانلوين، لا تزال خارج سيطرة الحكومة المركزية، وفي السنوات الأخيرة قد تعرضت للتأثير الاقتصادي والسياسي الصيني العرقي الشديد، بينما مناطق أخرى تخضع لسيطرة الجماعات المسلحة مثل جيش ولاية شان.

## معلومات جغرافية
|  |
|  |

إن معظم مساحة ولاية شان عبارة عن هضبة من التلال، التي تُعرف باسم هضبة شان، التي تُعتبر جزءًا من منظومة تلال شان؛ وتوجد الجبال الأكثر ارتفاعًا في الشمال والجنوب. وممر نهر تالوين (سالوين/نامكونغ) يتدفق عبر الولاية. وتُعد بحيرة إينل الشهيرة التي يعيش فيها شعب إينثا في قرى عائمة، في ’سهل‘ نياونغ شوي العظيم، ثاني أكبر مصدر للمياه الطبيعية في بورما، وعلى الرغم من ضحالتها إلا أن طولها يبلغ 14 ميلاً وعرضها 7 أميال. وكهوف بيندايا القريبة من أونغبان هي عبارة عن كهوف من الحجر الجيري وشاسعة وتحتوي على 6226 صورة لبوذا.
والطريق المؤدي إلى تاونغيي عبر كالاو وأونغبان يتفرع عن تازي من طريق يانغون–ماندالاي الرئيسي؛ وطريق آخر يمر عبر يوانغان وبيندايا يتفرع من كيواكسي جنوب ماندالاي. وتتوقف آخر محطة سكة حديد عند نياونغ شوي، ومرة أخرى من تقاطع تازي ويوجد بالقرب من هيهو مطار.
وقد ضرب زلزال شديد بلغت قوته 6.8 درجات منطقة بلدة تاشيلايك، في منطقة تارلاي، في الجزء الشرقي من ولاية شان في 24 مارس 2011. وقتل أكثر من 70 شخصًا وأصاب أكثر من 100 شخص. ودُمر 390 منزلاً و14 ديرًا بوذيًا و9 مبان حكومية.

### التقسيم الإداري
تنقسم الولاية «رسمياً» لـ12 مقاطعة، تنقسم بدورها إلى 50 بلدة:
| المقاطعة    | المركز      | المساحة    | السكان (تعداد 2014) | البلدات | ملاحظات                                                |
| ----------- | ----------- | ---------- | ------------------- | ------- | ------------------------------------------------------ |
| تاونغيي     | تاونغيي     | 24152 كم²  | 1،701،338 نسمة      | 10      |                                                        |
| لويلين      | لويلين      | 19703 كم²  | 565162 نسمة         | 7       |                                                        |
| كياوكمي     | كياوكمي     | 25806 كم²  | 770.065 نسمة        | 8       |                                                        |
| مو سي       | مو سي       | 7414 كم²   | 453،495 نسمة        | 3       |                                                        |
| لاوكيانغ    | لاوكيانغ    | 1845 كم²   | 154،912 نسمة        | 2       |                                                        |
| كونلونغ     | كونلونغ     | 869.6 كم²  | 58774 نسمة          | 1       |                                                        |
| لاشيو       | لاشيو       | 12867 كم²  | 612248 نسمة         | 4       |                                                        |
| كنغ تونغ    | كنغ تونغ    | 10،688 كم² | 366،861 نسمة        | 4       |                                                        |
| مونغهسات    | مونغهسات    | 15823 كم²  | 243،571 كم²         | 3       |                                                        |
| مونغ هباياك | مونغ هباياك | 6648 كم²   | 110446 نسمة         | 2       |                                                        |
| تاشيليك     | تاشيليك     | 3919 كم²   | 177،313 نسمة        | 3       |                                                        |
| هوبانغ      | هوبانغ      | 4620 كم²   | 228،880 نسمة        | 3       | (أنشئت في سبتمبر 2011)، وهي جزء من شعبة وا ذاتية الحكم |

## قائمة المصادر
- Forbes, Andrew ; Henley, David (2011). Traders of the Golden Triangle. Chiang Mai: Cognoscenti Books. ASIN: B006GMID5K
- Sao Sāimöng, The Shan States and the British Annexation. Cornell University, Cornell, 1969 (2nd ed.)
- J. G. Scott, Gazetteer of Upper Burma and the Shan States. 5 vols. Rangoon, 1900-1901.
- J. G. Scott, Burma and beyond. London, 1932.
- Leslie Milne, The Shans at Home. London, 1910.

## وصلات خارجية
- "Shan State" relief map showing major towns and revised township boundaries, 18 November 2010, Myanmar Information Management Unit (MIMU)
- Shan Herald Agency for News S.H.A.N.